# 宋朝两浙东西路提举常平官列表
熙宁二年（1069年）九月，始置河北、陕西等路提举常平广惠仓官。闰十一月，诸路差置提举常平广惠仓兼管勾农田水利差役事。元祐元年（1086年）闰二月，罢之。绍圣元年（1094年）闰四月，复置。宣和三年（1121年），置提举茶盐官。
建炎二年（1128年）六月，路提举常平广惠仓司归路提点刑狱司。八月，复置。三年（1129年）闰八月，又罢归路提点刑狱司，诸路置常平主管官，治所称常平主管司。绍兴二年（1132年）八月，置江南东路提举常平茶盐公事。五年（1135年）闰二月，提举常平广惠仓司并入路茶盐司，通置提举常平茶盐司，始置提举茶盐常平等公事。九年（1139年）七月，并归江淮荆浙闽广等路经制使司。九月，罢经制使司，复归提举茶盐司、提点刑狱司，主管官改作经制某路干办常平等公事。十五年（1145年）八月，诸路置提举常平茶盐司，通置提举常平茶盐公事，又改提举常平司主管官为提举常平茶盐司干办公事。

## 两浙西路

### 提举常平广惠仓兼管勾农田水利差役事
| 姓名   | 阶官     | 贴职 遥郡官 | 上任时间                   | 离任时间                 | 离任原因                                         |
| ------ | -------- | ----------- | -------------------------- | ------------------------ | ------------------------------------------------ |
| 王晋明 | 承议郎   |             | 政和二年 （1112年） 一月   |                          |                                                  |
| 李尧俊 | 朝奉郎   |             | 四年 （1114年）            |                          |                                                  |
| 曾纁   | 宣教郎   |             | 六年 （1116年） 十一月     | 七年 （1117年）          | 罢免                                             |
| 吴林   | 奉直大夫 |             |                            |                          |                                                  |
| 魏志崇 | 奉议郎   |             |                            |                          |                                                  |
| 何志修 | 承事郎   |             | 七年 （1117年）            |                          |                                                  |
| 曾纁   | 宣教郎   |             | 宣和元年 （1119年） 九月   |                          |                                                  |
| 陈隆壽 | 朝奉郎   |             | 宣和元年 （1119年） 十一月 | 二年 （1120年） 五月     | 改添差两浙东路提举常平广惠仓兼管勾农田水利差役事 |
| 刘敏才 | 朝奉大夫 |             | 二年 （1120年）            | 三年 （1121年） 五月     | 罢免                                             |
| 王韙   | 通直郎   |             | 三年 （1121年） 五月       | 是年 （1121年） 六月     | 卒                                               |
| 李与权 | 奉议郎   |             | 三年 （1121年）            | 五年 （1123年）          | 丁忧                                             |
| 李弼孺 | 通直郎   |             | 五年 （1123年）            | 六年 （1124年）          | 丁忧                                             |
| 王據   | 奉议郎   |             | 七年 （1125年） 四月       | 是年 （1125年） 七月     | 丁忧                                             |
| 王旸   | 通直郎   |             | 七年 （1125年）            | 建炎二年 （1128年） 五月 | 任满                                             |
| 陈述   | 奉直大夫 |             | 二年 （1128年） 五月       | 四年 （1130年） 正月     | 罢免                                             |
| 梁汝嘉 | 奉议郎   | 直秘阁      | 四年 （1130年） 三月       | 绍兴二年 （1132年） 二月 | 除两浙路转运使司判官                             |
| 夏之文 | 左宣教郎 |             | 二年 （1132年） 四月       | 三年 （1133年） 四月     | 罢免                                             |
| 张愿   | 右通直郎 |             | 三年 （1133年） 五月       | 四年 （1134年） 正月     | 罢免                                             |
| 侯宪   | 右通直郎 |             | 四年 （1134年） 二月       | 五年 （1135年） 闰二月   | 改任提举常平茶盐公事                             |

### 提举常平茶盐公事
| 姓名   | 阶官       | 贴职 遥郡官 | 上任时间                   | 离任时间             | 离任原因             |
| ------ | ---------- | ----------- | -------------------------- | -------------------- | -------------------- |
| 侯宪   | 右通直郎   |             | 绍兴五年 （1135年） 闰二月 | 是年 （1135年） 四月 | 罢免                 |
| 钱堪   | 左宣教郎   |             | 五年 （1135年） 四月       | 七年 （1137年） 四月 | 任满                 |
| 石彦和 | 左朝请大夫 |             | 七年 （1137年） 四月       | 九年 （1139年） 四月 | 任满                 |
| 徐康   | 右承议郎   |             | 九年 （1139年） 四月       | 是年 （1139年） 九月 | 改任经制干办常平公事 |

### 经制干办常平公事
| 姓名   | 阶官       | 贴职 遥郡官 | 上任时间                 | 离任时间                 | 离任原因                     |
| ------ | ---------- | ----------- | ------------------------ | ------------------------ | ---------------------------- |
| 徐康   | 右承议郎   |             | 绍兴九年 （1139年） 九月 | 十一年 （1141年） 五月   | 满替除权发遣严州事，改知常州 |
| 米友仁 | 右朝散郎   |             | 十一年 （1141年） 五月   | 十二年 （1142年） 四月   | 除将作监少监                 |
| 万俟止 | 右朝大夫   |             | 十二年 （1142年） 五月   | 十三年 （1143年） 八月   | 除两浙西路提点刑狱公事       |
| 吴坰   | 右通直郎   |             | 十三年 （1143年） 九月   | 十四年 （1144年） 十二月 | 除两浙路转运使司判官         |
| 韦寿成 | 右朝散大夫 |             | 十五年 （1145年） 二月   | 是年 （1145年） 七月     | 除仓部司郎中                 |
| 郑侨年 | 右朝奉大夫 | 直秘阁      | 十五年 （1145年） 七月   | 是年 （1145年） 八月     | 除经制两浙东路干办常平公事   |

### 提举常平茶盐司干办公事
| 姓名   | 阶官                | 贴职 遥郡官         | 上任时间                    | 离任时间                   | 离任原因                                                                     |
| ------ | ------------------- | ------------------- | --------------------------- | -------------------------- | ---------------------------------------------------------------------------- |
| 高世定 | 右朝请大夫          | 直显谟阁 ↓ 直龙图阁 | 绍兴十五年 （1145年） 八月  | 十六年 （1146年） 正月     | 除两浙西路提点刑狱公事                                                       |
| 孙汝翼 | 左朝奉郎            |                     | 十六年 （1146年） 七月      | 十七年 （1147年） 正月     | 除江淮荆淮福建广南都大提点坑冶铸钱公事                                       |
| 黄仁荣 | 右朝请大夫          |                     | 十七年 （1147年） 七月      | 十八年 （1148年） 九月     | 罢免                                                                         |
| 王晌   | 右奉直大夫          |                     | 十八年 （1148年） 十一月    | 十九年 （1149年） 三月     | 除知平江府                                                                   |
| 王珏   | 右朝散大夫          |                     | 十九年 （1149年） 十一月    | 二十一年 （1151年） 十二月 | 任满                                                                         |
| 李琛   | 右朝散大夫          |                     | 二十一年 （1151年） 十二月  | 二十四年 （1154年） 五月   | 除知婺州                                                                     |
| 孟处义 | 左朝奉大夫          |                     | 二十四年 （1154年） 五月    | 二十五年 （1155年） 正月   | 除淮南路转运使司判官                                                         |
| 李流   | 右朝请大夫          |                     | 二十五年 （1155年） 四月    | 是年 （1155年） 六月       | 改差知明州                                                                   |
| 杜师旦 | 左朝议郎            |                     | 二十五年 （1155年） 七月    | 是年 （1155年） 十二月     | 罢免                                                                         |
| 司马倬 | 右通直郎            |                     | 二十五年 （1155年） 十二月  | 二十六年 （1156年） 四月   | 罢免                                                                         |
| 赵子砥 | 左朝请大夫          |                     | 二十六年 （1156年） 六月    | 是年 （1156年） 八月       | 致仕                                                                         |
| 陈抃   | 右朝奉大夫          |                     | 二十六年 （1156年 ） 闰十月 | 二十七年 （1157年） 九月   | 除两浙西路提点刑狱公事                                                       |
| 朱倬   | 左朝请郎            |                     |                             |                            | 未到任，间除右正言                                                           |
| 谢伋   | 左朝奉郎            |                     | 二十七年 （1157年） 十二月  |                            |                                                                              |
| 吕广问 | 右朝请郎            |                     | 二十九年 （1159年） 四月    | 是年 （1159年） 闰六月     | 除两浙西路提点刑狱公事                                                       |
| 杨倓   | 左朝奉大夫          | 直秘阁 ↓ 直宝谟阁   | 二十九年 （1159年） 七月    | 三十一年 （1161年） 二月   | 主管台州崇道观                                                               |
| 洪适   | 左朝请郎            |                     | 三十一年 （1161年） 三月    | 是年 （1161年） 三月       | 除提举江南东路常平茶盐干办公事                                               |
| 徐康   | 右朝散大夫          |                     | 三十一年 （1161年） 四月    | 三十二年 （1162年） 闰二月 | 除户部司郎中、总领浙西江东财赋，淮东军马钱粮，专一报发御前军马文字           |
| 章服   | 左朝请郎            |                     | 三十二年 （1162年） 七月    | 隆兴二年 （1164年） 七月   | 除吏部司郎中                                                                 |
| 曾愭   | 右朝奉大夫          |                     | 二年 （1164年） 九月        | 乾道元年 （1165年） 三月   | 除度支司郎中                                                                 |
| 姚宪   | 右朝奉郎            |                     | 乾道元年 （1165年） 三月    | 二年 （1166年） 八月       | 除两浙西路提点刑狱公事                                                       |
| 刘敏士 | 右朝奉大夫          |                     | 二年 （1166年） 十月        | 三年 （1167年） 十二月     | 除两浙路转运使司判官                                                         |
| 钱建   | 右朝请郎            |                     | 四年 （1168年） 六月        | 五年 （1169年） 四月       | 主管台州崇道观                                                               |
| 芮煇   | 左承议郎            |                     | 五年 （1169年） 二月        | 六年 （1170年） 八月       | 除江南西路转运使司判官                                                       |
| 胡坚常 | 右朝散大夫          | 直敷文阁            | 六年 （1170年） 九月        | 七年 （1171年） 正月       | 除两浙路转运使司判官                                                         |
| 李结   | 右奉议郎            |                     | 七年 （1171年） 正月        | 八年 （1172年） 七月       | 罢免                                                                         |
| 叶模   | 右朝散大夫          |                     | 八年 （1172年） 八月        | 淳熙元年 （1174年） 三月   | 昭赴行在                                                                     |
| 陈岘   | 朝散大夫            | ↓ 直秘阁            | 淳熙元年 （1174年） 五月    | 二年 （1175年） 二月       | 除两浙路转运使司判官                                                         |
| 薛元鼎 | 承议郎              | 直秘阁              | 二年 （1175年） 三月        | 四年 （1177年） 正月       | 改除户部司郎中                                                               |
| 潘畤   | 朝奉大夫            |                     | 四年 （1177年） 二月        | 五年 （1178年） 六月       | 除提举江南东路常平茶盐干办公事                                               |
| 颜师鲁 | 朝散郎              | ↓ 直秘阁            | 五年 （1178年） 十月        | 七年 （1180年） 九月       | 召赴行在                                                                     |
| 赵伯渙 | 承议郎              |                     | 七年 （1180年） 十月        | 是年 （1180年） 十一月     | 丁母忧                                                                       |
| 张杓   | 奉议郎              | ↓ 直秘阁            | 九年 （1182年） 正月        | 是年 （1182年） 正月       | 除两浙路转运使司判官                                                         |
| 王尚之 | 奉议郎              |                     | 十一年 （1184年） 正月      | 是年 （1184年） 十一月     | 召赴行在                                                                     |
| 刘穎   | 朝散郎              |                     | 十年 （1183年） 闰十一月    | 十二年 （1185年） 四月     | 除两浙西路提点刑狱公事                                                       |
| 石起宗 | 朝奉郎              |                     | 十二年 （1185年） 四月      | 是年 （1185年） 十二月     | 改任                                                                         |
| 罗点   | 奉议郎              |                     | 十三年 （1186年） 二月      | 十五年 （1188年） 正月     | 召赴行在                                                                     |
| 史弥正 | 朝奉郎              | ↓ 直秘阁            | 十五年 （1188年） 三月      | 十六年 （1189年）          | 除提举淮南东路常平茶盐干办公事                                               |
| 张体仁 | 朝奉郎              |                     | 十六年 （1189年） 六月      | 绍熙元年 （1190年） 十月   | 除户部司郎中，总领湖广江西京西路财赋、湖北京西军马钱粮、专一报发御前军马文字 |
| 徐谊   | 朝奉郎              |                     | 绍熙元年 （1190年） 十二月  | 三年 （1192年） 五月       | 赴行在奏事                                                                   |
| 黄遹   | 朝奉大夫            |                     | 三年 （1192年） 七月        | 五年 （1194年） 正月       | 除两浙西路提点刑狱公事                                                       |
| 郑公显 | 朝请大夫            |                     | 五年 （1194年） 正月        | 是年 （1194年） 九月       | 除提举荆湖南路常平茶盐干办公事                                               |
| 黄灏   | 朝请郎              |                     | 五年 （1194年） 十月        | 庆元元年 （1195年）        | 追两官放罢                                                                   |
| 许介   | 朝奉大夫            |                     | 庆元元年 （1195年） 三月    | 是年 （1195年） 九月       | 除提举江南东路常平茶盐干办公事                                               |
| 李唐卿 | 朝散大夫 ↓ 朝请大夫 |                     | 庆元元年 （1195年） 十月    | 二年 （1196年）            | 致仕                                                                         |
| 韩邈   | 朝散大夫            | ↓ 直秘阁            | 二年 （1196年） 三月        | 三年 （1197年） 八月       | 除两浙西路提点刑狱公事                                                       |
| 俞丰   | 朝请大夫            |                     | 三年 （1197年） 九月        | 四年 （1198年） 五月       | 除两浙东路提点刑狱公事                                                       |
| 薛绍   | 朝散大夫            |                     | 四年 （1198年） 七月        | 五年 （1199年） 六月       | 除两浙西路提点刑狱公事                                                       |
| 任洙   | 朝散郎              |                     | 五年 （1199年） 六月        | 是年 （1199年） 十二月     | 除两浙西路提点刑狱公事                                                       |
| 陈昭嗣 | 中奉大夫            |                     | 六年 （1200年） 正月        | 嘉泰元年 （1201年）        | 除宫观                                                                       |
| 赵善闓 | 朝请大夫            |                     | 嘉泰元年 （1201年） 十月    | 二年 （1202年）            | 召赴行在                                                                     |
| 任清叟 | 朝请郎              | 直秘阁              | 二年 （1202年） 十二月      | 三年 （1203年）            | 除宫观                                                                       |
| 赵不□  | 朝奉大夫            | ↓ 直秘阁            | 三年 （1203年） 三月        | 四年 （1204年）            | 召赴行在                                                                     |
| 史弥远 | 朝散大夫            |                     | 四年 （1204年） 四月        | 开禧元年 （1205年）        | 司封司郎中                                                                   |
| 黄犖   | 承议郎              |                     | 开禧元年 （1205年） 三月    | 二年 （1206年） 六月       | 召赴行在                                                                     |
| 陳耆壽 | 朝散大夫            | ↓ 直秘阁            | 二年 （1206年） 六月        | 嘉定元年 （1208年）        | 除户部司郎中                                                                 |
| 林拱辰 | 朝奉郎              |                     | 嘉定元年 （1208年） 闰四月  | 二年 （1209年）            | 除淮南东路转运使司判官                                                       |
| 留恭   | 朝奉大夫            |                     | 二年 （1209年） 八月        | 三年 （1210年） 四月       | 除两浙西路提点刑狱公事                                                       |
| 章棶   | 朝奉郎              |                     | 三年 （1210年） 五月        | 四年 （1211年） 闰二月     | 除两浙西路提点刑狱公事                                                       |
| 应武   | 承议郎              |                     | 四年 （1211年） 闰二月      | 是年 （1211年） 七月       | 除宗正寺丞                                                                   |
| 杨煇   | 朝散郎              |                     | 五年 （1212年） 八月        | 七年 （1214年） 八月       | 除户部司郎中                                                                 |
| 吴格   | 朝散郎              |                     | 七年 （1214年） 九月        |                            | 除户部司郎中                                                                 |
| 王棐   | 承议郎              |                     | 九年 （1216年） 八月        | 十年 （1217年）            | 除两浙西路提点刑狱公事                                                       |
| 魏豹文 | 奉议郎              |                     | 十年 （1217年） 十二月      | 十二年 （1219年） 十月     | 除军器寺少监                                                                 |
| 程珌   | 奉议郎              |                     | 十二年 （1219年） 十一月    | 十三年 （1220年）          | 除秘书省丞、权右司郎官                                                       |
| 朱在   | 承议郎              |                     | 十三年 （1220年） 十二月    | 十四年 （1221年） 十二月   | 权知嘉兴府                                                                   |
| 赵希齊 | 朝奉郎              |                     | 十四年 （1221年） 闰十二月  | 十五年 （1222年）          | 罢免                                                                         |
| 刘垕   | 朝奉大夫            |                     | 十五年 （1222年） 十一月    | 十七年 （1224年）          | 除宫观                                                                       |
| 林介   | 朝散大夫            | ↓ 直秘阁            | 十七年 （1224年） 十月      | 宝庆元年 （1225年） 十一月 | 除两浙西路提点刑狱公事                                                       |
| 司马述 | 朝奉郎              |                     | 宝庆元年 （1225年） 十二月  | 绍定元年 （1228年） 八月   | 除金部司郎中                                                                 |
| 王栻   | 朝请大夫            |                     | 绍定元年 （1228年） 十月    |                            |                                                                              |

## 两浙东路

### 提举常平广惠仓兼管勾农田水利差役事
| 姓名   | 阶官       | 贴职 遥郡官 | 上任时间                 | 离任时间                 | 离任原因             |
| ------ | ---------- | ----------- | ------------------------ | ------------------------ | -------------------- |
| 孙莊   | 朝请郎     |             | 宣和六年 （1124年） 四月 | 七年 （1125年） 二月     | 得替                 |
| 王赐   | 通直郎     |             | 七年 （1125年） 四月     | 是年 （1125年） 七月     | 罢免                 |
| 郑松年 | 通直郎     |             | 七年 （1125年） 七月     | 建炎二年 （1128年） 八月 | 得替                 |
| 张伯奋 | 通直郎     |             | 二年 （1128年） 八月     | 是年 （1128年） 九月     | 致仕                 |
| 李迁   | 朝请大夫   |             | 二年 （1128年） 十一月   | 三年 （1129年） 九月     | 致仕                 |
| 王翿   |            |             | 三年 （1129年）          |                          |                      |
| 蔡向   | 承议郎     |             | 四年 （1130年） 二月     | 绍兴二年 （1132年） 二月 | 得替                 |
| 王然   | 右朝奉大夫 |             | 二年 （1132年） 二月     | 三年 （1133年） 三月     | 罢免                 |
| 韩协   | 右奉议郎   |             | 三年 （1133年） 三月     | 五年 （1135年） 闰二月   | 改任提举常平茶盐公事 |

### 提举常平茶盐公事
| 姓名   | 阶官       | 贴职 遥郡官 | 上任时间                   | 离任时间             | 离任原因             |
| ------ | ---------- | ----------- | -------------------------- | -------------------- | -------------------- |
| 韩协   | 右奉议郎   |             | 绍兴五年 （1135年） 闰二月 | 是年 （1135年） 四月 | 得替                 |
| 韩临亨 | 左朝奉大夫 |             | 五年 （1135年） 四月       | 七年 （1137年） 四月 | 得替                 |
| 胡说修 | 右朝请大夫 |             | 七年 （1137年） 四月       | 九年 （1139年） 正月 | 致仕                 |
| 张宇   | 左朝请郎   |             | 九年 （1139年） 三月       | 是年 （1139年） 九月 | 改任经制干办常平公事 |

### 经制干办常平公事
| 姓名   | 阶官       | 贴职 遥郡官 | 上任时间                 | 离任时间               | 离任原因                     |
| ------ | ---------- | ----------- | ------------------------ | ---------------------- | ---------------------------- |
| 张宇   | 左朝请郎   |             | 绍兴九年 （1139年） 九月 | 十年 （1140年） 七月   | 除司勋司郎中                 |
| 王鈇   | 右朝请郎   |             | 十年 （1140年） 十月     | 十二年 （1142年） 十月 | 得替                         |
| 虞㳘   | 右朝奉郎   |             | 十二年 （1142年） 十月   | 十三年 （1143年） 九月 | 罢免                         |
| 韦寿成 | 右朝奉大夫 |             | 十三年 （1143年） 十二月 | 十五年 （1145年） 正月 | 除经制两浙西路干办常平公事   |
| 高世定 | 右朝请大夫 | 直显谟阁    | 十五年 （1145年） 三月   | 是年 （1145年） 八月   | 改除经制两浙西路干办常平公事 |

### 提举常平茶盐司干办公事
| 姓名   | 阶官 职事官                       | 贴职 遥郡官           | 上任时间                                            | 离任时间                                    | 离任原因                                                 |
| ------ | --------------------------------- | --------------------- | --------------------------------------------------- | ------------------------------------------- | -------------------------------------------------------- |
| 郑侨年 | 右朝奉大夫                        | 直秘阁                | 绍兴十五年 （1145年） 八月                          | 十七年 （1147年） 七月                      | 除江南东路转运使                                         |
| 秦昌时 | 左承议郎                          |                       | 十七年 （1147年） 八月                              | 十九年 （1149年） □月                       | 除两浙东路提点刑狱公事                                   |
| 游掞   | 右朝奉郎                          |                       | 二十年 （1150年） 十月                              | 二十二年 （1152年） 六月                    | 致仕                                                     |
| 高百之 | 右通直郎                          | 直秘阁                | 二十二年 （1152年） 六月                            | 二十四年 （1154年） 十二月                  | 除知温州                                                 |
| 黄兑   | 右朝请大夫                        |                       | 二十五年 （1155年） 正月                            | 是年 （1155年） 十一月                      | 罢免                                                     |
| 赵公称 | 左承议郎                          |                       | 二十六年 （1156年） 四月                            | 二十七年 （1157年） 二月                    | 除江南西路转运使司判官                                   |
| 邵大受 | 左朝散大夫                        |                       | 二十七年 （1157年） 三月                            | 是年 （1157年） 十一月                      | 除两浙东路提点刑狱公事                                   |
| 都絜   | 左朝奉大夫                        |                       | 二十八年 （1158年） 四月                            | 三十年 （1160年） 二月                      | 除户部司郎中、总领财赋，军马钱粮，专一报发御前军马文字   |
| 张庭实 | 左朝散大夫                        |                       | 三十年 （1160年） 五月                              | 三十二年 （1162年） 十二月                  | 得替                                                     |
| 喻樗   | 左朝奉大夫                        |                       | 三十二年 （1162年） 十二月                          | 乾道元年 （1165年） 二月                    | 得替                                                     |
| 高敏信 | 左朝请大夫                        |                       | 乾道元年 （1165年） 二月                            | 是年 （1165年） 八月                        | 罢免                                                     |
| 宋藻   | 左朝散郎                          |                       | 乾道元年 （1165年） 八月                            | 三年 （1167年） 四月                        | 主管台州崇道观                                           |
| 徐蒇   | 左朝散郎                          |                       | 乾道三年 （1167年） 八月                            | 五年 （1169年） 六月                        | 知秀州                                                   |
| 苏峤   | 右朝奉郎                          |                       | 五年 （1169年） 十月                                | 七年 （1171年） 六月                        | 除吏部司郎中                                             |
| 唐閟   | 右朝散郎                          |                       | 七年 （1171年） 六月                                | 是年 （1171年） 七月                        | 除户部司郎中、总领淮西江东军马钱粮，专一报发御前军马文字 |
| 郑良嗣 | 右承议郎                          |                       | 七年 （1171年） 八月                                | 九年 （1173年） 九月                        | 除福建路提点刑狱公事                                     |
| 刘孝韪 | 右朝奉大夫                        | 直秘阁 ↓ 至徽猷阁     | 九年 （1173年） 十月                                | 淳熙元年 （1174年） 八月                    | 召赴行在                                                 |
| 折知常 | 宣教郎                            |                       | 淳熙元年 （1174年） 九月                            | 二年 （1175年） 三月                        | 罢免                                                     |
| 陈举善 | 承议郎                            | 直龙图阁              | 二年 （1175年） 四月                                | 三年 （1176年） 七月                        | 除两浙西路提点刑狱公事                                   |
| 何偁   | 朝散郎                            |                       | 三年 （1176年） 八月                                | 四年 （1177年） 八月                        | 改提举福建路常平茶盐司干办公事                           |
| 姚宗之 | 承议郎                            |                       | 四年 （1177年） 八月                                | 六年 （1179年） 二月                        | 除两浙东路提点刑狱公事                                   |
| 李宗质 | 承议郎                            |                       | 六年 （1179年） 三月                                | 是年 （1179年） 十一月                      | 罢免                                                     |
| 赵韫   | 承议郎                            |                       | 六年 （1179年） 十一月                              | 八年 （1181年） 十二月                      | 得替，召赴行在                                           |
| 朱熹   | 宣教郎                            | 直秘阁 ↓ 直徽猷阁     | 八年 （1181年） 十二月                              | 九年 （1182年） 九月                        | 除江南西路提点刑狱公事                                   |
| 余禹成 | 承议郎                            |                       | 九年 （1182年） 九月                                | 十年 （1183年） 十月                        | 罢免                                                     |
| 勾昌泰 | 奉议郎                            |                       | 十年 （1183年） 闰十一月                            | 十二年 （1185年） 十月                      | 除两浙西路提点刑狱公事                                   |
| 岳甫   | 承议郎                            |                       | 十二年 （1185年） 十一月                            | 十三年 （1186年） 十二月                    | 知明州                                                   |
| 田渭   | 奉议郎                            | ↓ 直秘阁              | 十四年 （1187年） 二月                              | 十六年 （1189年） 正月                      | 除考功司郎中                                             |
| 袁说友 | 朝请大夫                          |                       | 十六年 （1189年） 正月                              | 是年 （1189年） 七月                        | 除两浙西路提点刑狱公事                                   |
| 郑湜   | 承议郎                            |                       | 十六年 （1189年） 八月                              | 绍熙二年 （1191年） 二月                    | 知建宁府                                                 |
| 李沐   | 朝奉郎                            |                       | 二年 （1191年） 四月                                | 是年 （1191年） 九月                        | 改提举江南东路常平茶盐司干办公事                         |
| 黄唐   | 朝请郎                            |                       | 二年 （1191年） 十一月                              | 三年 （1192年） 十月                        | 奉旨与郡                                                 |
| 陈杞   | 奉直大夫                          |                       | 三年 （1192年） 十二月                              | 四年 （1193年） 三月                        | 除两浙东路提点刑狱公事                                   |
| 卫泾   | 朝散郎                            |                       | 四年 （1193年） 五月                                | 是年 （1193年） 五月                        | 丁母忧                                                   |
| 李谦   | 承议郎                            |                       | 四年 （1193年） 七月                                | 五年 （1194年） 八月                        | 召赴行在                                                 |
| 李大性 | 朝散郎                            |                       | 五年 （1194年） 十月                                | 庆元元年 （1195年） 十二月                  | 除两浙东路提点刑狱公事                                   |
| 莫漳   | 朝议大夫                          | 直秘阁                | 二年 （1196年） 五月                                | 是年 （1196年） 八月                        | 罢免                                                     |
| 刘诚之 | 朝奉大夫                          | ↓ 直秘阁              | 二年 （1196年） 十一月                              | 四年 （1198年） 五月                        | 知平江府                                                 |
| 赵公豫 | 中奉大夫                          |                       | 四年 （1198年） 七月                                | 五年 （1199年） 五月                        | 召赴行在                                                 |
| 李洪   | 朝奉大夫                          |                       | 五年 （1199年） 七月                                | 六年 （1200年） 闰二月                      | 除两浙东路提点刑狱公事                                   |
| 叶籈   | 朝奉郎                            | 直秘阁 ↓ 直焕章阁     | 六年 （1200年） 八月                                | 嘉泰元年 （1201年） 十月                    | 除提举江南东路常平茶盐司干办公事                         |
| 张经   | 朝请大夫                          |                       | 嘉泰元年 （1201年） 十二月                          | 三年 （1203年） 八月                        | 改除提举荆湖北路常平茶盐司干办公事                       |
| 李浃   | 朝散大夫 ↓ 朝请大夫               |                       | 三年 （1203年） 十月                                | 四年 （1204年） 六月                        | 召赴行在                                                 |
| 章燮   | 朝散大夫 ↓ 朝请大夫               | ↓ 直宝谟阁 ↓ 直华文阁 | 四年 （1204年） 七月                                | 开禧三年 （1207年） 二月                    | 差知绍兴府                                               |
| 鲁幵   | 朝奉大夫 ↓ 朝散大夫               |                       | 三年 （1207年） 四月                                | 嘉定二年 （1209年） 正月                    | 被召                                                     |
| 孟植   | 朝请大夫                          |                       | 二年 （1209年） 四月                                | 三年 （1210年） 四月                        | 罢免                                                     |
| 王遇   | 朝散郎                            |                       | 三年 （1210年） 七月                                | 四年 （1211年） 闰二月月                    | 除知大宗正司丞事                                         |
| 王渥   | 朝请郎 ↓ 朝奉大夫                 |                       | 四年 （1211年） 闰二月                              | 五年 （1212年） 八月                        | 除两浙东路提点刑狱公事                                   |
| 程覃   | 朝奉大夫 ↓ 朝散大夫               |                       | 六年 （1213年） 正月                                | 是年 （1213年） 十月                        | 除两浙东路提点刑狱公事兼权知庆元府                       |
| 韩元礼 | 通直郎 ↓ 奉议郎 ↓ 承议郎          | ↓ 直秘阁              | 六年 （1213年） 十月                                | 八年 （1215年） 十月                        | 知庆元府                                                 |
| 李琪   | 承议郎                            |                       | 八年 （1215年） 十二月                              | 十年 （1217年） 正月                        | 除礼部司郎中                                             |
| 赵坑夫 | 朝散郎 ↓ 朝请郎                   |                       | 十年 （1217年） 正月                                | 十一年 （1218年） 十月                      | 除福建路转运使司判官                                     |
| 喻珪   | 朝散郎 ↓ 朝请郎 ↓ 朝奉大夫        |                       | 十一年 （1218年） 十一月                            | 十三年 （1220年） 九月                      | 除知大宗正司丞事                                         |
| 章良朋 | 承议郎 ↓ 朝散郎 ↓ 朝请郎          |                       | 十三年 （1220年） 十一月                            | 十五年 （1222年） 十二月                    | 除吏部司郎中                                             |
| 齐硕   | 通直郎 ↓ 奉议郎                   |                       | 十六年 （1223年） 十月                              | 宝庆元年 （1225年） 十一月                  | 除金部司郎中                                             |
| 金铸   | 朝请郎 朝奉大夫                   |                       | 宝庆二年 （1226年） 正月 绍定元年 （1228年） 十二月 | 三年 （1227年） 四月 是年 （1228年） 十二月 | 差知汀州 除户部司郎中兼右司郎官                          |
| 李寿朋 | 朝请大夫                          | 直宝章阁 ↓ 直宝谟阁   | 三年 （1227年） 十月                                | 绍定元年 （1228年） 十二月                  | 知平江府                                                 |
| 叶棠   | 朝请大夫                          | ↓ 直宝谟阁            | 二年 （1229年） 正月                                | 是年 （1229年） 七月                        | 除两浙东路提点刑狱公事兼权主管两浙东路安抚使司公事       |
| 黄壯   | 朝奉大夫                          |                       | 六年 （1233年） 九月                                | 端平元年 （1234年） 七月                    | 除金部司郎中                                             |
| 曾天麟 | 朝散大夫                          |                       | 端平元年 （1234年） 八月                            | 二年 （1235年） 十二月                      | 除都官司郎中                                             |
| 陈振孙 | 朝散大夫                          |                       | 三年 （1236年） 十二月                              | 嘉熙元年 （1237年） 五月                    | 改知嘉兴府                                               |
| 卫洙   | 朝请郎                            |                       | 嘉熙元年 （1237年） 六月                            | 二年 （1238年） 十月                        | 除户部司郎中                                             |
| 范鎔   | 朝奉大夫                          |                       | 三年 （1239年） 四月                                | 四年 （1240年） 十一月                      | 除吏部司员外郎                                           |
| 马光祖 | 朝请大夫                          | 直秘阁 ↓ 直宝谟阁     | 四年 （1240年） 闰十二月                            | 淳佑元年 （1241年） 九月                    | 除两浙西路提点刑狱公事                                   |
| 袁立儒 | 朝奉大夫                          | 直秘阁                | 二年 （1242年） 五月                                | 三年 （1243年） 闰五月                      | 除吏部司员外郎                                           |
| 章颐浩 | 朝散大夫                          | 直宝谟阁 ↓ 直华文阁   | 三年 （1243年） 闰五月                              | 五年 （1245年） 七月                        | 满替                                                     |
| 章端子 | 朝奉郎                            |                       | 五年 （1245年） 七月                                | 六年 （1246年） 十月                        | 离任                                                     |
| 赵与杰 | 朝请郎 军器监监 ↓ 司农寺少卿      | ↓ 直宝谟阁            | 六年 （1246年） 十一月                              | 八年 （1248年） 六月                        | 除太府寺卿                                               |
| 严桀   | 朝请郎                            |                       | 九年 （1249年） 八月                                | 十年 （1250年） 正月                        | 除仓部司郎中                                             |
| 马天驥 | 朝请大夫 ↓ 宗正寺少卿             | 直秘阁 ↓ 秘阁修撰     | 十年 （1250年） 闰二月                              |                                             |                                                          |
| 谢奕修 | 朝议大夫                          | 直华文阁              | 十一年 （1251年） 闰十月                            | 是年 （1251年） 十一月                      | 丁父忧                                                   |
| 程沐   | 朝请郎                            |                       | 十一年 （1251年） 二月                              | 宝祐元年 （1253年） 四月                    | 离任                                                     |
| 赵隆孙 | 朝请大夫                          | ↓ 直秘阁              | 宝祐元年 （1253年） 六月                            | 二年 （1254年） 五月月                      | 知泉州兼提举福建路市舶                                   |
| 吴革   | 朝奉郎                            |                       | 宝祐二年 （1254年） 八月                            | 三年 （1255年） 八月                        | 除吏部司郎中兼权左司                                     |
| 季镛   | 朝奉郎                            |                       | 三年 （1255年） 十一月                              | 五年 （1257年） 二月                        | 召赴行在奏事                                             |
| 赵臾夫 | 朝议大夫                          |                       | 五年 （1257年） 四月                                | 六年 （1258年） 十二月                      | 赴都堂禀议                                               |
| 赵希楒 | 朝奉郎 枢密院编修 兼 权吏部司郎中 |                       | 六年 （1258年） 十二月                              | 开庆元年 （1259年） 二月                    | 除右司郎中                                               |
| 史□之  | 朝议大夫                          |                       | 开庆元年 （1259年） 九月                            | 是年 （1259年） 十一月                      | 离任                                                     |
| 郑雄飞 | 朝散大夫                          | 直宝章阁              | 景定元年 （1260年） 五月                            | 是年 （1260年） 八月                        | 召赴行在奏事                                             |
| 林光世 | 朝奉大夫 将作监监                 | ↓ 直秘阁              | 景定元年 （1260年） 十一月                          | 二年 （1261年） 十一月                      | 除司农寺少卿                                             |
| 钱可则 | 承议郎                            | 直徽猷阁              | 三年 （1262年） 六月                                | 四年 （1263年） 正月                        | 除军器监监兼户部司郎中                                   |
| 朱应元 | 朝请郎                            | 直徽猷阁 ↓ 直显谟阁   | 四年 （1263年） 四月                                | 五年 （1264年） 二月                        | 除监察御史兼崇政殿说书                                   |
| 李献可 | 奉议郎                            |                       | 五年 （1264年） 五月                                |                                             |                                                          |